# Gliridae
Famille
Synonymes
- Gliridae Muirhead, 1819[1]
- Gliridae Thomas, 1896[2]
- Glirini Muirhead, 1819[2]
- Gliroidea Simpson, 1945[2]
- Leithiidae Lydekker, 1895[2]
- Muscardinidae Palmer, 1899[2]
- Myosidae Gray, 1821[2]
- Myoxida Haekel, 1866[2]
- Myoxidae Gray, 1821 (préféré par BioLib)[1]
- Myoxidae Waterhouse, 1839[2]
- Myoxidae Zimmerman, 1780[2]
- Myoxina Gray, 1825[2]
- Myoxini Giebel, 1855[2]
- Myoxoidea Gill, 1872[2]
- Seleviniidae Bashanov & Belosludov, 1939[2]

Les Gliridés, Gliridae (syn. Myoxidae), sont une famille de rongeurs de tailles moyennes qui comprend les loirs, lérots, lérotins et muscardins. Dans les classifications récentes, la famille regroupe en général vingt-huit espèces réparties dans neuf genres et dans trois sous-familles mais en sus, plus de trente genres fossiles datant au plus tôt du Bartonien ont été découverts. Le nom scientifique Gliridae, désormais plus généralement admis que Myoxidae, a été créé par un détenteur de la Chaire royale de zoologie de l'université de Glasgow, Lockhart Muirhead en 1819, alors que celui de Myoxidae l'a été par John Edward Gray en 1821.

## Description
Certaines de ces espèces sont devenues géantes, comme Leithia melitensis.

## Origine
Les Gliridés étaient présents en Europe de l'ouest au Miocène. Leurs fossiles ont notamment été étudiés et comparés dans la Gironde.

## Aire de répartition
Les membres de cette famille se retrouvent en Eurasie de la côte Atlantique au Japon et en Afrique. Ces espèces vivent dans les régions tempérées, subtropicales, et les forêts tropicales ainsi, dans les forêts claires, les savanes, au bord de rivières et cours d'eau, dans les affleurements rocheux, les jardins, et des zones arbricoles, voire en désert.

## Nomenclature et systématique

### Liste des sous-familles
Selon ITIS (3 octobre 2020) et Mammal Species of the World (version 3, 2005)  (3 octobre 2020) et NCBI (3 octobre 2020) :
- sous-famille Glirinae Muirhead, 1819
- sous-famille Graphiurinae Winge, 1887
- sous-famille Leithiinae Lydekker, 1896

BioLib (3 octobre 2020) ajoute les Myomiminae Daams, 1981 et Myoxinae.

### Liste des genres
Selon BioLib (3 octobre 2020) :
- genre Altomiramys Díaz Molina & López Martínez, 1979 †
- genre Carbomys Mein & Adrover, 1982 †
- genre Chaetocauda Wang, 1985
- genre Dryomimus Kretzoi, 1959 †
- genre Dryomys Thomas, 1905
- genre Eliomys Wagner, 1840
- genre Glirulus Thomas, 1905
- genre Glis Brisson, 1762
- genre Graphiurus Smuts, 1832
- genre Hypnomys Bate, 1918 †
- genre Margaritamys Mein & Adrover, 1982 †
- genre Miodyromys Kretzoi, 1943 †
- genre Muscardinus Kaup, 1829
- genre Myomimus Ognev, 1924
- genre Nievella Daams, 1976 †
- genre Peridyromys Stehlin & Schaub, 1951 †
- genre Prodryomys Mayr, 1979 †
- genre Pseudodryomys de Bruijn, 1966 †
- genre Ramys Garcia Moreno & Lopez Martinez, 1986 †
- genre Selevinia Belosludov & Bazhanov, 1939
- genre Tempestia van de Weerd, 1976 †
- genre Vasseuromys Baudelot & de Bonis, 1966 †

### Liste des sous-familles, genres et sous-genres
| Selon Mammal Species of the World (version 3, 2005) (3 octobre 2020) : - sous-famille Glirinae - genre Glirulus - genre Glis - sous-famille Graphiurinae - genre Graphiurus - sous-genre Graphiurus (Aethoglis) - sous-genre Graphiurus (Claviglis) - sous-genre Graphiurus (Graphiurus) - sous-famille Leithiinae - genre Chaetocauda - genre Dryomys - genre Eliomys - genre Muscardinus - genre Myomimus - genre Selevinia | Selon Paleobiology Database (6 mai 2012) : - genre Armantomys - genre Glirurus - genre Graphiurops - genre Graphiurus - genre Leithia - genre Mioglis - genre Paraglirulus - genre Paraglis - genre Plesiodyromys - genre Praearmantomys - genre Stertomys - genre Suevoglis |

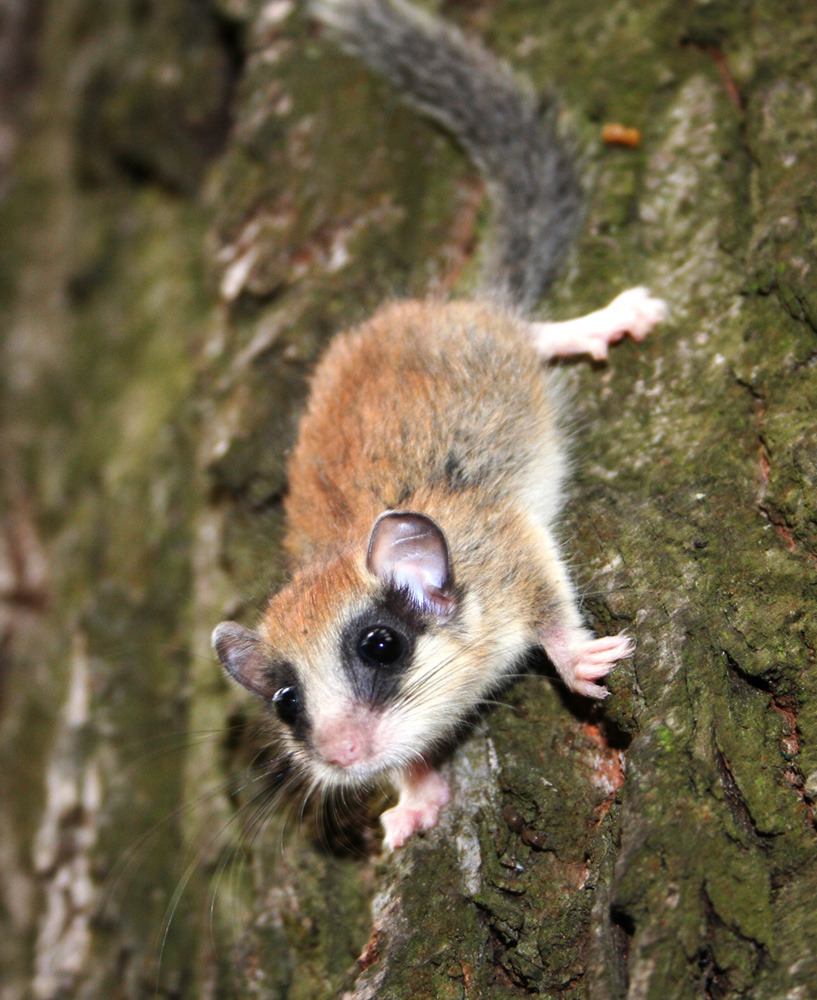
Dryomys nitedula.
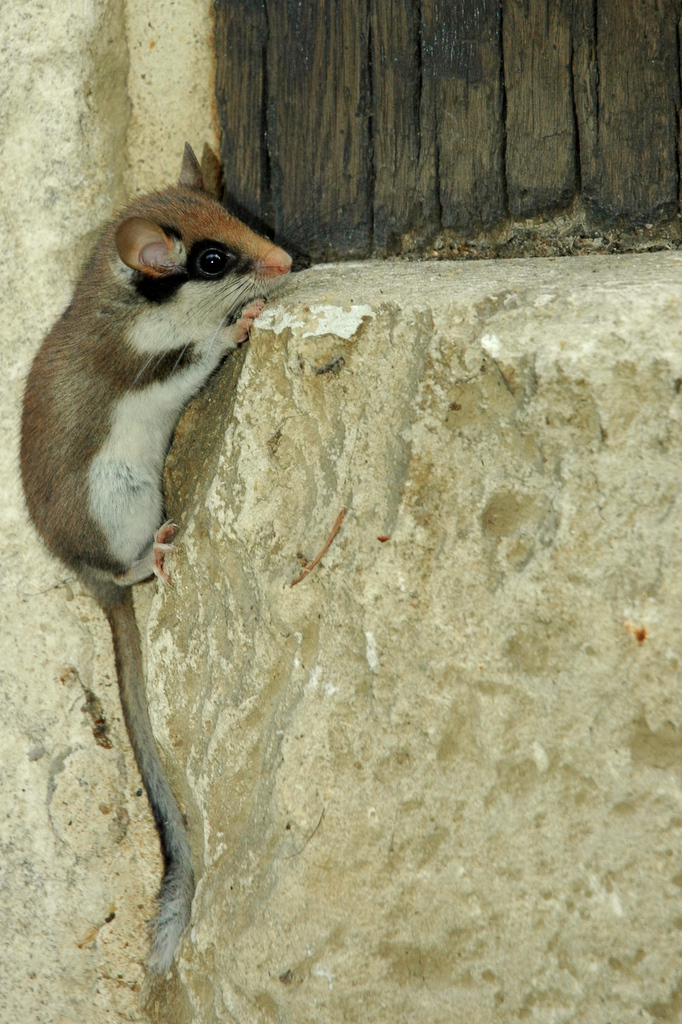
Eliomys quercinus.
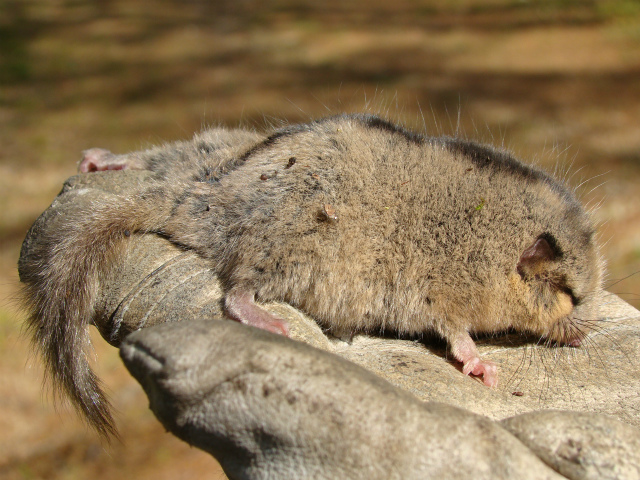
Glirulus japonicus.
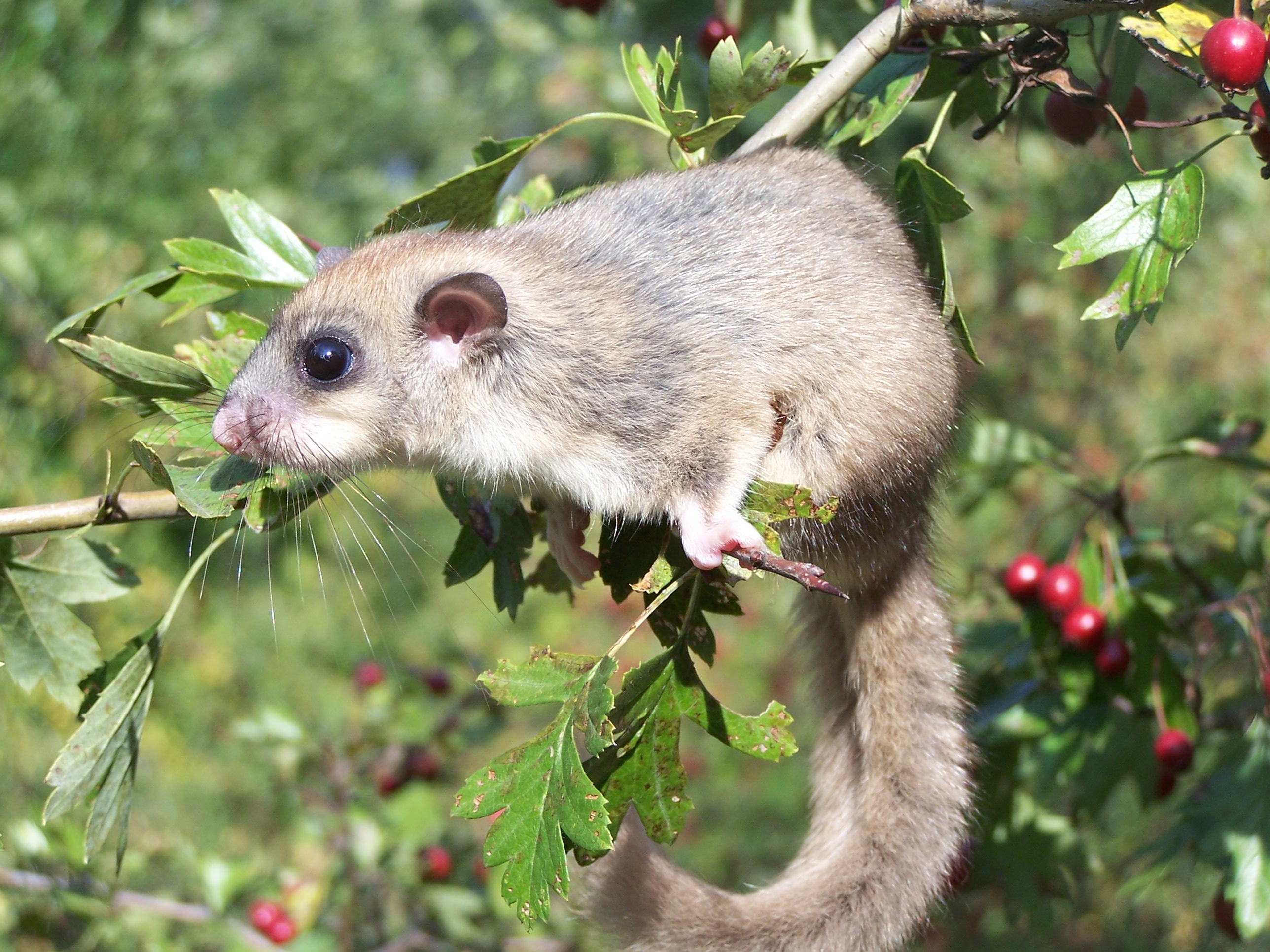
Glis glis.
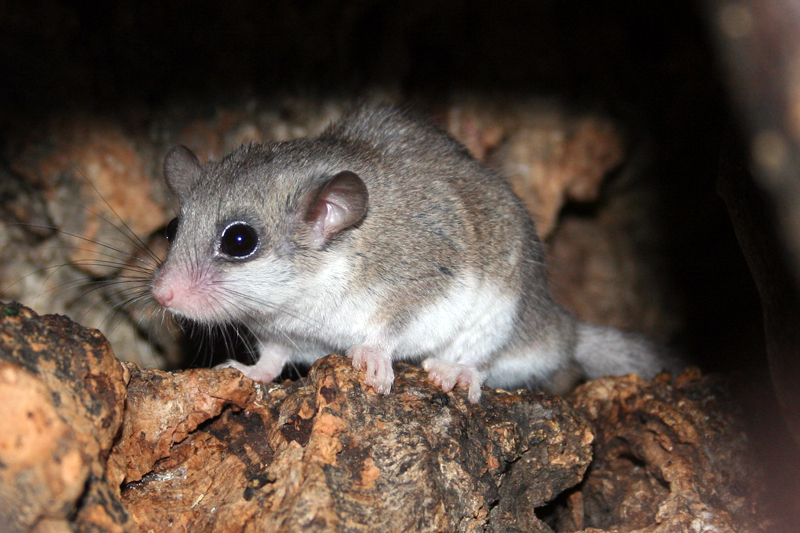
Graphiurus murinus.
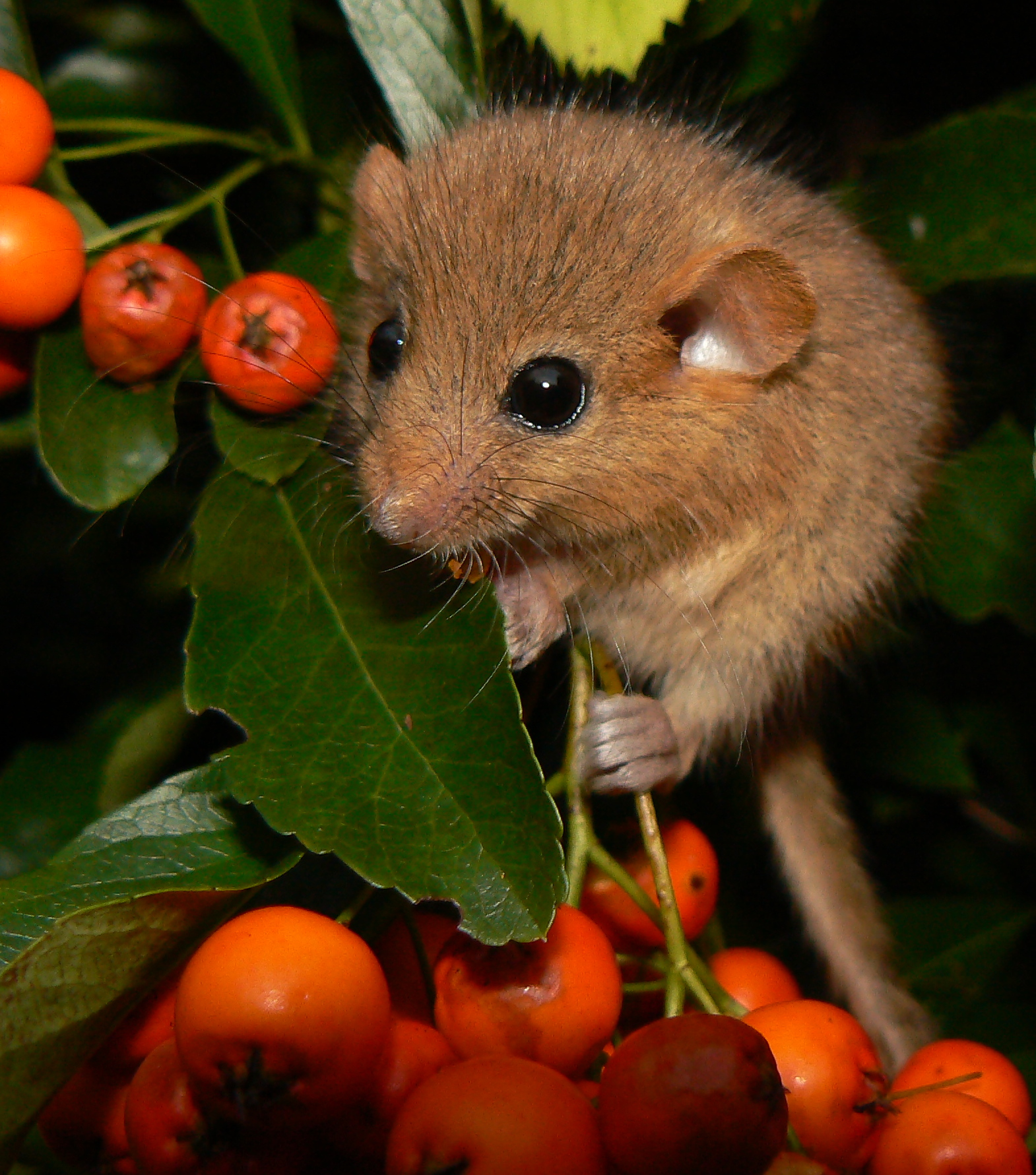
Muscardinus avellanarius.

### Histoire de la classification
(décembre 2016).
Améliorez-le ou discutez des points à vérifier. 
Les Gliridae sont également connus sous le nom de « Myoxidae » et de « Muscardinidae ». « Gliridae » est le plus ancien des trois noms. La phylogénie et donc la classification de cette famille n'est toujours pas très claire, du fait de l'absence d'étude phylogénétique moléculaire. La composition de la famille a cependant évolué dans le sens ci-dessous :
| Gliridae                      | Myoxidae                               | Gliridae                                                         | Gliridae                                                                                  | Gliridae                                                                                              |
| Muirhead dans Brewster (1819) | Gray (1821)                            | Thomson (1906)                                                   | GG Simpson (1945)                                                                         | DeBry, R. (2003).                                                                                     |
| ----------------------------- | -------------------------------------- | ---------------------------------------------------------------- | ----------------------------------------------------------------------------------------- | --- |
| - Dipus - Gerbillus - Myoxus  | - Dipus - Gerbillus - Myoxus - Echimys | - Graphiurus - Eliomys - Glis - Muscardinus - Dryomys - Glirulus | - Glis - Glirulus - Graphiurus - Chaetocauda - Dryomys - Eliomys - Muscardinus - Myomimus | - Glis - Glirulus - Graphiurus - Chaetocauda - Dryomys - Eliomys - Muscardinus - Myomimus - Selevinia |

Initialement la famille ne comportait que trois genres. Gray y rajoute des rongeurs arboricoles sud-américains appelés rats épineux et du genre Echimys. Les Gerbilles de Gerbillus ont rejoint ensuite les Murinae, Dipus sagitta rejoint les autres gerboises au sein des Dipodidae, tandis que les Echimys sont regroupés dans ce qui allait devenir la vaste famille des Echimyidae. Le genre Myoxus a été subdivisé en quatre sous-genres par Wagner en 1840 avant que ceux-ci ne soient reconnus comme genre à part entière, ce sont les genres Graphiurus, Eliomys, Glis, Muscardinus. En 1904, Thomas crée le genre Glirulus à partir de l'espèce restante dans Myoxus et Dryomys à partir d'un sous-genre de Eliomys. Les genres Myomimus et Chaetocauda ont été ajoutés à cette famille, respectivement en 1924 et 1985. Les Selevinia, autrefois classés dans les Muridae, sont aujourd'hui, soit classés dans une famille monotypique appelée Seleviniidae ou dans cette famille. 
En outre les genres de taxons fossiles : 
Armantomys (syn. Quercomys), Glirurus, Graphiurops, Leithia, Mioglis, Paraglirulus, Paraglis, Plesiodyromys, Praearmantomys, Stertomys, Suevoglis.
Plusieurs sous-familles ont été également créées. Leur contenu et leurs noms varient beaucoup selon les auteurs, les trois reconnues actuellement étant Graphiurinae, Leithiinae et Glirinae. Myoxinae est désuet. Certaines taxons de sous-familles servent à regrouper des espèces fossiles comme Bransatoglirinae, Dryomyinae, Gliravinae, Myomiminae.
L'emplacement de la famille au sein des Rodentia a également été source de controverses ; en effet les gliridés disposent de nombreuses caractéristiques communes avec d'autres rongeurs comme les Dipodoidea, les Muroidea et les Sciuridae.
| Ellerman (1940)                 | Wahlert 1978; Chaline et Mein 1979                                        | Meng 1990                                | phylogénétique basée sur les gènes CB1, IRBP, et RAG2, 2003 |
| ------------------------------- | ------------------------------------------------------------------------- | ---------------------------------------- | ----------------------------------------------------------- |
| - Muroidea - Gliridae - Muridae | - - Myomorpha - Muroidea - Dipodoidea - Geomyoidea - Gliroidea - Gliridae | - - Sciuridae - Aplodontiidae - Gliridae | - - Sciuridae - Gliridae                                    |